# 600-та піхотна дивізія (Третій Рейх)
600-та (російська) піхотна дивізія (Третій Рейх) (нім. 600. (Russische) Infanterie-Division), також 1-ша піхотна дивізія Російської визвольної армії (рос. 1-я пехотная дивизия РОА) — піхотна дивізія Вермахту зі складу військ Комітету визволення народів Росії, що входила до німецьких сухопутних військ на завершальному етапі Другої світової війни. Дивізія билася на Східному фронті німецько-радянської війни.

## Історія
600-та (російська) піхотна дивізія розпочала формування 1 грудня 1944 року на навчальному центрі Мюнзінген (нім. Truppenübungsplatz Münsingen) у 5-му військовому окрузі на основі частин 29-ї гренадерської дивізії СС «РОНА», а також 30-ї гренадерської дивізії CC (2-го формування), 308-го, 601-го, 605-го, 618-го, 628-го, 630-го, 654-го, 663-го, 666-го, 675-го і 681-го «східних» батальйонів, 582-го і 752-го артилерійських дивізіонів та низки підрозділів Російської визвольної армії, що були відведені із Західного фронту. У повному складі дивізія мала 18 000 осіб і була оснащена, серед іншого, низкою танків Т-34, винищувачами танків «Ягдпанцер» 38(t), кількома зразками іншої бронетехніки та різними типами артилерійських систем.
28 січня 1945 року, коли формування було завершено, керівництво дивізією було передане Комітету визволення народів Росії (КОНР), якому нацисти надали статус союзника. Збройні сили КОНР Андрія Власова діяли автономно, але входили до складу вермахту.
У лютому 1945 року невеликий загін 1-ї дивізії вперше взяв участь у бойових діях проти радянських військ біля Нойлевін на Одері. У березні вся дивізія була переведена на Одерфронт, де Червона армія загрожувала проривом. На початку квітня дивізія прибула в розпорядження командування групи армій «Вісла», де 13 квітня за підтримки повітряних сил КОНР вступила в бій за Ерленгоф. 13 квітня 1945 року о 5:15 після артпідготовки та авіанальоту полки дивізії атакували на південь від Фюрстенберга позиції 119-го укріпрайону радянської 33-ї армії. Але, атаки були відбиті до середини дня з великими втратами для наступаючих. Загальні втрати дивізії вбитими становили 370 осіб. Командир дивізії Буняченко наказав відвести дивізію до тилу, звідки вона вирушила у бік Чехії.
На початку травня дивізія зупинилася в чеському місті Козоєди, приблизно за 50 кілометрів на схід від Праги. Тут до Буняченка підійшли представники чеського опору, які готували повстання в Празі, щоб вигнати німців з міста. Повстання спалахнуло 5 травня, а наступного дня повстанців столиці Чехословаччини підтримала 1-ша дивізія, втім без відома Власова. У боях з німецькими військами загинуло близько 300 солдатів дивізії. Хоча завдяки росіянам вдалося звільнити більшу частину міста, їхня допомога викликала гнів чеських комуністів, які вимагали від них здатися Червоній армії.
7 травня дивізія відійшла від Праги на захід. Наступного дня нацистська Німеччина капітулювала. Нарешті дивізія спробувала здатися американцям, які, попри міжнародному праву, більшість вояків дивізії видали росіянам, де солдати опинилися в таборах ГУЛАГу. 1 серпня 1946 року, командира 1-ї дивізії генерал-майора Буняченка С. К. повісили після фіктивного суду, як і інших лідерів КОНР.

## Райони бойових дій
- Німеччина, Чехословаччина (грудень 1944 — травень 1945)

## Командування

### Командири
- генерал-майор Буняченко С. К. (1 грудня 1944 — 8 травня 1945).

### Підпорядкованість
| Час     | Корпус | Армія | Група армій (округ) | Штаб     |
| ------- | ------ | ----- | ------------------- | -------- |
| 1945    |        |       |                     |          |
| квітень |        | 9 А   | Група армій «Вісла» | Нойлевін |

### Склад
| 1945                                          |
| --------------------------------------------- |
| 1601-й гренадерський полк                     |
| 1602-й гренадерський полк                     |
| 1603-й гренадерський полк                     |
| 1600-й артилерійський полк                    |
| 1600-й розвідувальний батальйон               |
| 1600-й моторизований загін винищувачів танків |
| 1600-й інженерний батальйон                   |
| 1600-й батальйон зв'язку                      |
| 1600-й запасний батальйон                     |
| 1600-те управління постачання дивізії         |